# Брохвич-Левиньский, Януш
Януш «Гриф» Брохвич-Левиньский (пол. Janusz "Gryf" Brochwicz-Lewiński; 17 сентября 1920, Волковыск — 5 января 2017) — генерал бригады Войска Польского, во время Второй мировой войны — офицер Армии Крайовой. Участник обороны Польши в 1939 году и Варшавского восстания, служил в составе батальона «Парасоль». После войны служил в Британской армии и в Секретной разведывательной службе. Посмертно произведён в генералы дивизии Войска Польского.

## Биография

### Ранние годы
Родился 17 сентября 1920 года в Волковыске. Отец — Станислав Брохвич-Левиньский, офицер запаса Войска Польского, преподаватель Ягеллонского и Вильнюсского университетов. Мать — Ядвига Пехоциньская. Предки были помещиками, связанными с воинской службой. Януш окончил в 1938 году лицей в Волковыске, после чего приступил к воинской службе, окончив дивизионные курсы подхорунжих запаса при 29-й пехотной дивизии, 76-м Лидском пехотном полку в Гродно. С мая 1939 года нёс службу в 76-м Лидском пехотном полку. В звании капрала-подхорунжего участвовал в отражении нападения немцев.
Также Януш участвовал в боях против советских войск, попал в плен, однако сбежал во время транспортировки пленных. Позже Брохвич-Левиньский утверждал, что ему грозила смерть в плену; после побега выбрался на территорию Генерал-губернаторства.

### Во время войны

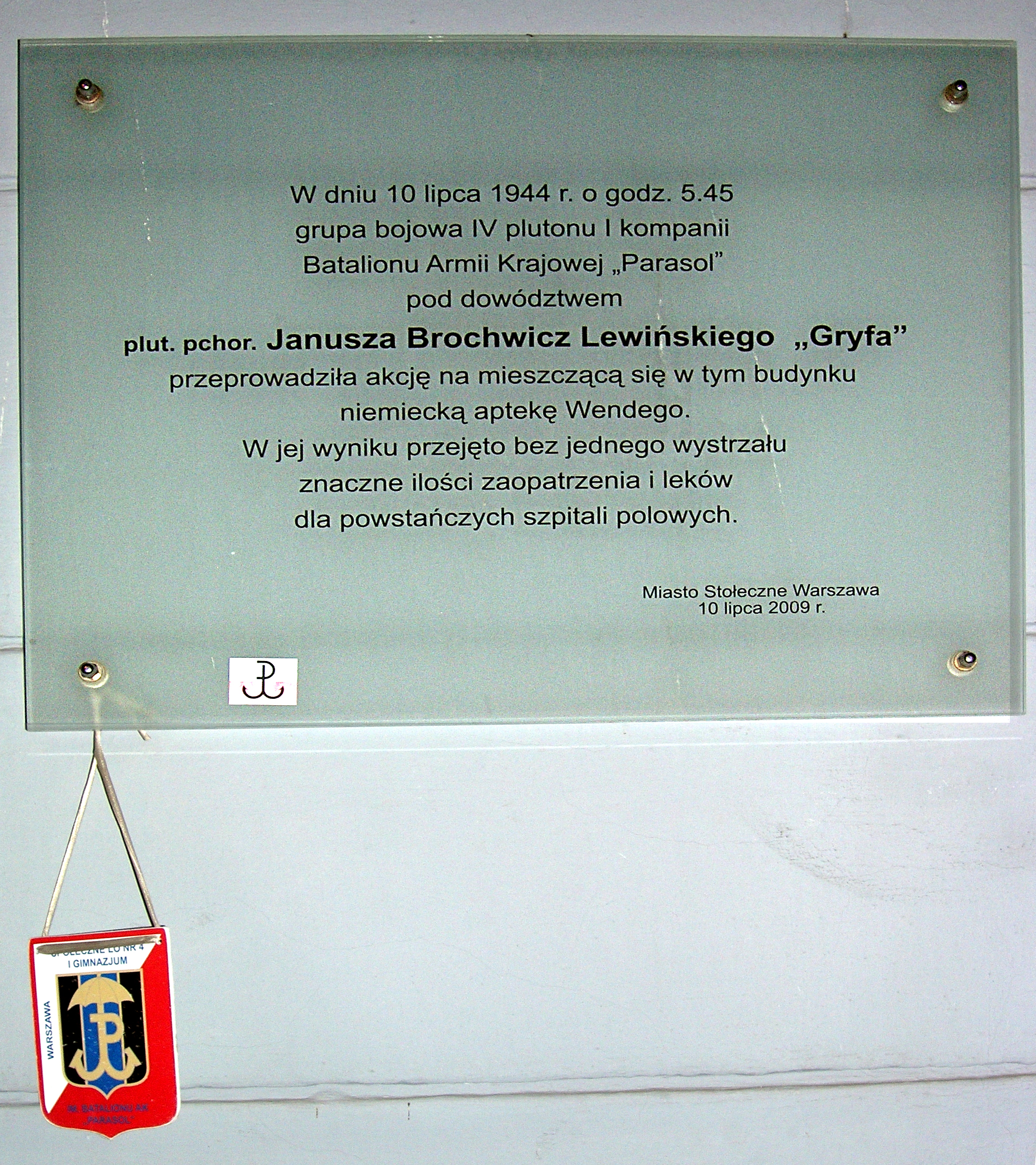
Памятная табличка об участии боевой группы Януша Брохвича-Левиньского. Установлена на стене аптеки Венде (дом 55 Краковского предместья в Варшаве)

Во время войны состоял в Союзе вооружённой борьбы — Армии крайовой. В 1940—1942 годах работал в Пулавах на административной должности, будучи разведчиком под прикрытием. Он сумел выбраться в Люблин и Янув-Любельски. С 1942 года командир взвода и заместитель командира в партизанском отряде капитана Иеронима Декутовского «Запоры». До января 1944 года был командиром одного из партизанских отрядов Любельщины. Атакованные им колонны немецких частей разоружались в обмен на сохранение жизней личного состава, за что Брохвич-Левиньский получил прозвищ «Рыцарь-командир». По приказу Варшавского командования АК он был переведён в батальон специального назначения «Парасоль», где был инструктором в подпольной школе подхорунжих.
Во время Варшавского восстания он воевал в составе батальона «Парасоль» в составе боевой группы «Радослав». До 5 августа руководил обороной особняка Михлера в варшавском районе Воля (об этом была сложена песнь «Pałacyk Michla». Благодаря его действиям защитники особняка отразили четыре атаки немецких танковых частей. Во время пятой атаки капитан Адам «Плуг» Борыс приказал Брохвичу-Левиньскому отступить. Также известен благодаря участию в акции в аптеке Венде, сумев достать недоступные для поляков лекарства и анестетики вопреки тому, что аптеку охраняли мощные немецкие силы. 8 августа в боях за Евангелическое кладбище в районе Воля получил тяжёлое ранение в челюсть. После разгрома восстания был отправлен в лагерь для перемещённых лиц Ламсдорф, а оттуда вывезен в офлаг VII A Мурнау. В 1945 году освобождён американцами, лечился в госпитале до февраля 1946 года.

### Служба в Великобритании

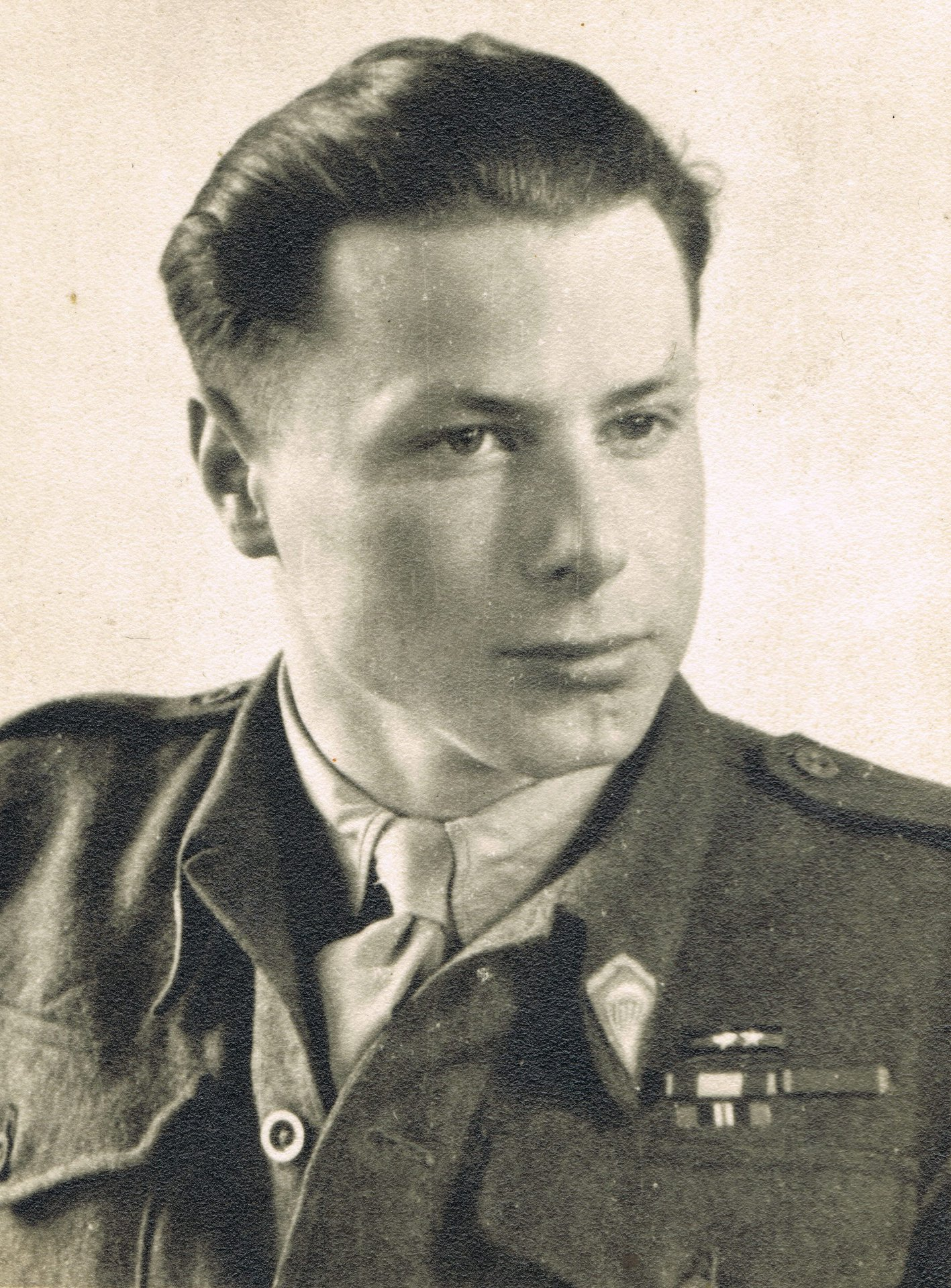
Брохвич-Левиньский в 1946 году в Шотландии

После окончания Второй мировой войны Брохвич-Левиньский остался в эмиграции в Великобритании. С 1947 по 1968 годы он служил в бронетанковых войсках: сначала в 3-м личном Его Величества гусарском полку, а с 1958 году в Личном Её Величества гусарском полку (образован после объединения с 7-м личным Её Величества гусарским полком). Помимо этого, он работал в MI6, занимаясь разведывательной деятельностью в Палестине и Судане. После ухода из армии на протяжении 15 лет был квартирмейстером и административным офицером в одной из военно-гражданских школ.

### После воинской службы
После ухода в отставку в 1985 году он подрабатывал переводчиком в посольстве Великобритании в Бонне и британском консульстве в Кёльне. В июле 2002 года он вернулся на родину, где занялся общественной деятельностью в ветеранской среде. В январе 2007 года был участником общественной акции «Патриотизм завтрашнего дня» (пол. Patriotyzm Jutra); участник документальных фильмов «Рыцарское государство» (пол. Rycerski stan) и «Особняк Михля» (пол. Pałacyk Michla). 24 мая 2007 года столичным советом Варшавы ему было присвоено звание почётного гражданина Варшавы (диплом вручён 31 июля, в день памяти Варшавы).
Осенью 2007 года Брохвич-Левиньский на парламентских выборах поддержал партию «Право и справедливость», войдя в состав Комитета почётной поддержки. Летом 2010 года во время президентских выборов вступил в Варшавский общественный комитет поддержки Ярослава Качиньского.
24 августа 2008 года распоряжением президента Польши Леха Качиньского Януш Брохвич-Левиньский был произведён в генералы бригады. В 2009—2014 годах — член капитула ордена Virtuti Militari. С 2014 года член почётного комитета фонда «Лончка», занимаясь уходом и поддержкой кладбищенского участка на Лончке.

### Смерть

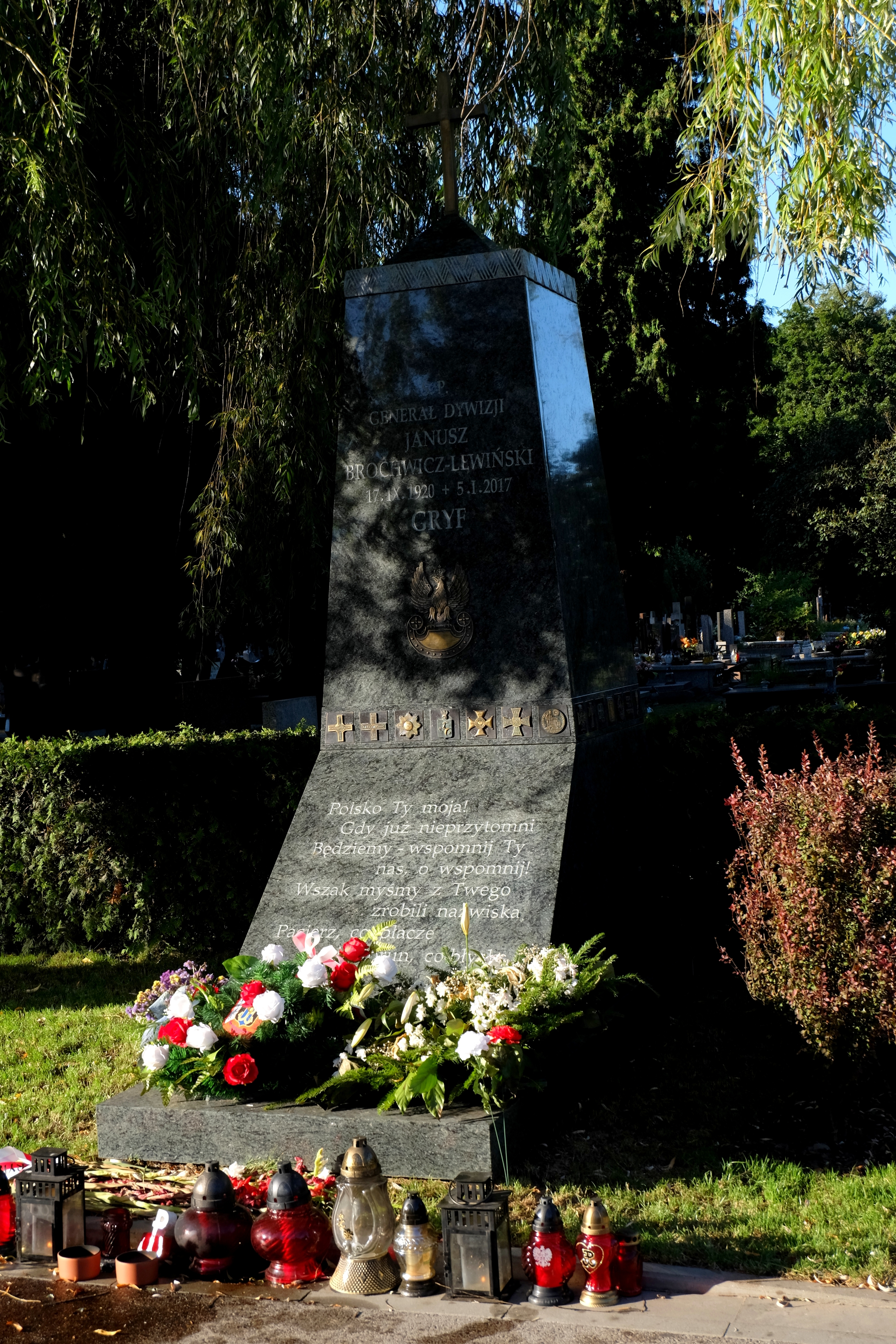
Памятник на Воинском кладбище в Повонзках

Януш Брохвич-Левиньский умер 5 января 2017 года в Варшаве. 12 января 2017 года указом Президента Польши Анджея Дуды был произведён в генералы дивизии посмертно. 25 января 2017 года похоронен на Воинском кладбище в Повонзках.

## Награды
Польша
- Серебряный крест военного ордена Virtuti Militari (номер 11491)[12]
- Большой крест Ордена Возрождения Польши – 2015[13]
- Командорский крест Ордена Возрождения Польши – 2006[14]
- Офицерский крест Ордена Возрождения Польши
- Крест Храбрых – дважды (первый раз в 1946 году[15])
- Медаль Армии[пол.]
- Партизанский крест
- Крест Армии Крайовой
- Крест Варшавского восстания
- Крест Сентябрьской кампании 1939 года
- Золотая медаль «За заслуги при защите страны»
- Знак за ранения и контузии (дважды)
- Медаль «Pro Memoria»[пол.]
- Хранитель национальной памяти[пол.] (2016)[16]

Великобритания
- Медаль Британской империи[англ.] (1968)[17]
- Военная медаль 1939—1945
- Медаль общей службы 1918 года с планкой «Палестина 1945–48»[англ.]
- Медаль «За долгую службу и хорошую выслугу»[англ.]

## Увековечивание
- Песня «Generał Gryf» 2016 года, автор — Drużyna Mistrzów[18].
- 68-я Прущанская дружина харцеров «Наутилус» носит имя Януша «Грифа» Брохвича-Левиньского.